# ناحیه لیما (شهرستان آدامز، ایلینوی)
ناحیه لیما، شهرستان آدامز، ایلینوی (به انگلیسی: Lima Township) یک منطقهٔ مسکونی در ایالات متحده آمریکا است که در شهرستان آدامز، ایلینوی واقع شده‌است. ناحیه لیما ۵۳۴ نفر جمعیت دارد و ۱۸۵ متر بالاتر از سطح دریا واقع شده‌است.